# パンドラ (ジュエリー)
パンドラ（デンマーク語: Pandora A/S）は、PANDORAのブランド名で知られる、ジュエリー・アクセサリーの製造・販売企業。デンマーク・コペンハーゲンに本拠を置き、世界100か国以上で商品を販売している。ナスダック・コペンハーゲン上場企業（Nasdaq Nordic PNDORA）。

## 沿革
| コペンハーゲンのグローバル本社 |  | 米国支社の入居するボルティモア・250 West Pratt Street |
| コペンハーゲンのグローバル本社 |  | 米国支社の入居するボルティモア・250 West Pratt Street |

パンドラは1982年、金細工職人のPer Enevoldsenと妻のWinnie Enevoldsenがコペンハーゲンに開業した、家族経営のジュエリーショップとして始まった。タイからの輸入品を取り扱い成功、専門のデザイナーを雇用したのち、1989年にタイに工場を設立、ブレスレット・指輪やネックレスなどのハンドメイドジュエリーを手頃な価格でマーケットに提供する企業へと成長した。2008年にデンマークの投資会社のAxcelがパンドラに大規模な投資を行ったのち、2010年10月に株式公開し、コペンハーゲン証券取引所上場企業となった。
欧州での販売に加えて、2003年にアメリカ合衆国で販売を開始し最大の市場に成長、ジュエリーの販売ではカルティエやティファニーに次ぐ規模を持つに至っている。2011年にオンライン販売を開始、アジアでは2012年2月、台北に旗艦店1号店をオープンした。
近年は業績が低迷しており、2018年12月期決算は、売上高が前期比0.1%増の228億600万デンマーククローネ（約3648億円）、純利益が同12.5％減の50億4500万デンマーククローネ（約807億円）だった。この発表にさきがけ、18年11月に、販路拡大の見直しや製品ラインの縮小、店舗在庫の段階的な削減、セール期間を限定化を含めた、ブランド再構築の2カ年計画を策定・公表している。

## 日本におけるパンドラ
日本では、2013年3月からブルーベル・ジャパンがパンドラ商品の輸入販売を行っていたが、2015年1月、パンドラとブルーベルの合弁企業として「パンドラジュエリージャパン株式会社」（PANDORA Jewelry Japan Limited）が、東京（南青山）に設立されている。